# Roger North
Roger North (1585? - 1652?), foi um nobre e explorador do Reino Unido.
Irmão do 3.° barão de North, foi um dos capitães que navegaram com Sir Walter Raleigh em 1617, tendo concebido a implantação de uma colônia inglesa na região da Guiana. Aparentemente foi apenas Governador do Oiapoque, posição estabelecida em algum ponto da atual Guiana, apenas para ser abandonada no mesmo ano, em 1620.